# Reise, Reise (Japan Edition)
Reise, Reise (Japan Edition) er et album af den tyske gruppe Rammstein specielt rettet mod det japanske marked. Albummet er en udgave af den oprindelige Reise, Reise udvidet med et remix af Mein Teil og Amerika samt 20 minutter af live-dvd'en Lichtspielhaus.

## Numre
1. [04:12] Reise, Reise (Rejs jer, Rejs jer)
2. [04:33] Mein Teil (Tysk slang for penis)
3. [05:39] Dalai Lama (Dalai Lama)
4. [03:43] Keine Lust (Ingen lyst)
5. [04:24] Los (Af sted)
6. [03:47] Amerika (Amerika)
7. [04:17] Moskau (Moskva)
8. [04:00] Morgenstern (Morgenstjerne)
9. [03:53] Stein um Stein (Sten ved sten)
10. [04:32] Ohne dich (Uden dig)
11. [04:51] Amour (Fransk for kærlighed)
12. [04:07] Mein Teil – Remix by Pet Shop Boys
13. [03:49] Amerika (Digital Hardcore Remix) by Alec Empire